# Ale gymnasium

Ale gymnasium var en kommunal gymnasieskola i centrala Nödinge i Ale kommun mellan 1995 och 2014.
Efter avvecklingen av de nationella programmen flyttades verksamheten till Älvängen där  Ale gymnasium har  två av  introduktionsprogrammen, Individuellt alternativ, en utbildning för elever som behöver särskilt stöd och/eller lägre studietakt, och Språkintroduktion för personer som nyligen anlänt till Sverige.  Idag används Ale gymnasiums tidigare lokaler av högstadieskolan Da Vinciskolan. 

## Historia
Ale gymnasium invigdes 1995 och har  hittills (2018) varit  den enda gymnasieskolan i kommunen med teoretiska studieprogram. Byggnaden ritades av den flerfaldigt prisbelönade arkitekten Gert Wingårdh och rymde förutom Ale gymnasium också Ale Kulturverk, bibliotek, kommunala vuxenutbildningen, lunchrestaurang med café och idrottshall. 
Skolan uppmärksammades tidigt  på grund av sin uttalade elevdemokratiska profil och under flera år hade skolan en lokal styrelse med elevmajoritet.
Under vårterminen 2008 uppmättes elevantalet till 862 elever men fick därefter minskat antal sökande och sjunkande elevtal.  
År 2012 sökte 85 behöriga elever till gymnasiets 166 platser. 2013 hade endast 34 elever skolan som förstahandsval, nästan hälften så få. Den 27 februari 2013 beslöt utbildningsnämnden att skolan skulle läggas ner i brist på sökande och pengar. De elever som då gick i årskurs ett måste då byta skola, medan de som gick andra året och skulle börja sitt sista år fick gå kvar och avsluta sin gymnasieutbildning där. I maj 2014 gick de sista eleverna ut Ale gymnasium.

## Program och profiler
På skolan fanns 2012 sex nationella program: barn- och fritidsprogrammet, vård- och omsorgsprogrammet, estetiska programmet, naturvetenskapsprogrammet, samhällsvetenskapsprogrammet och teknikprogrammet.
På naturvetenskapsprogrammet, samhällsvetenskapsprogrammet och estetiska programmet fanns sedan 2004 möjlighet att läsa musikinriktning. Skolan erbjöd även en idrottsprofil. 2005 startades en fotbollsprofil och från hösten 2012 kunde eleverna välja mellan profilerna golf, innebandy och fotboll.

## Tidigare elever
Skådespelaren Adam Lundgren har gått på Ale gymnasium.